# Ruichang

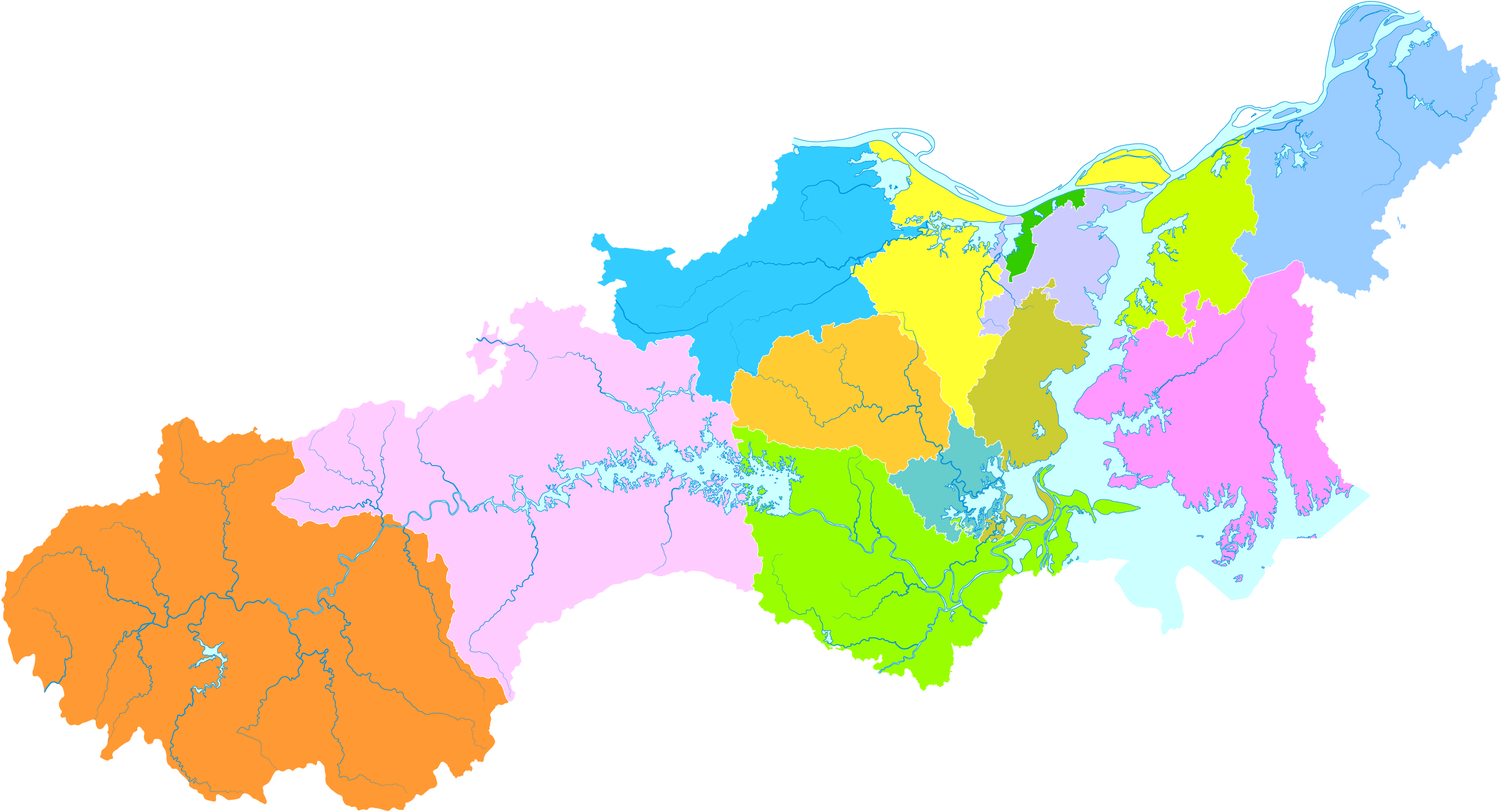
Lage von Ruichang auf dem Gebiet der Stadt Jiujiang

Die Stadt Ruichang (chinesisch 瑞昌市, Pinyin Ruìchāng Shì) ist eine kreisfreie Stadt, die zum Verwaltungsgebiet der bezirksfreien Stadt Jiujiang in der südchinesischen Provinz Jiangxi gehört. Ruichang hat eine Fläche von 1.419 km² und zählt 419.047 Einwohner (Stand: Zensus 2010).
Die Stätte des Kupferbergwerks von Tongling (Tongling tongkuang yizhi 铜岭铜矿遗址) aus der Shang- und Zhou-Zeit steht seit 2001 auf der Liste der Denkmäler der Volksrepublik China (5-56).
Seit 2011 besteht eine Städtepartnerschaft mit Würselen.